# Jurats de Girona
Els Jurats de Girona fou el màxim òrgan de govern local de la ciutat de Girona de 1284 a 1716.
El 25 de març de 1284, la monarquia catalanoaragonesa establí els grans eixos de la independència política de la ciutat a partir de l'anomenat Privilegi d'en Prohensal, un privilegi pel qual es fundava el govern urbà, les finances locals i els usatges de la ciutat. Per a la seva configuració se seguí el model de la ciutat de Barcelona, que ja gaudia d'aquesta autonomia.

## Formació i composició
El dit privilegi regulava l'existència de sis prohoms com a cos fonamental del govern urbà. S'escollien per mitjà de la insaculació i reproduïen la representació per mans o estaments; és a dir, dos prohoms procedien de la mà major, dos de la mà mitjana i dos de la mà menor. Al llarg del temps aquest executiu local evolucionà i s'establí pròpiament el govern de Jurats, on s'actuava com en un veritable consolat. Fou Alfons II el 1310 qui ho feu possible. La configuració d'aquest sistema no estigué exempta de problemes, la qual cosa explica les mantes reformes successives durant els segles següents. En el fons, seguia la tendència d'altres autonomies, com la barcelonina.

## Competències
Els oficis que depenien dels Jurats gironins seguien molt marcadament el cas barceloní. Així, al segle xiv aparegué el clavari, una espècie de comptable dels jurats que tenia cura de les finances públiques. Igualment, es creà la figura dels oïdors de comptes, que vetllaven per l'ús correcte dels cabals públics. S'inspiraven en el mestre racional, figura de la hisenda comtal. Hi havia nou oïdors –tres per a cada mà– i fiscalitzaven regularment els comptes de la ciutat que gestionava el clavari i els Jurats. Una altra figura governamental fou la del mostassaf, creat el 1351 per actuar com una policia dels mercats. Vetllava per la legalitat dels pesos i mesures, la qualitat dels productes i l'aplicació de les ordinacions dels Jurats. Tenia la facultat de jutjar les infraccions i penyorar els infractors. Finalment, l'assistència social i la caritat també depenien dels Jurats d'ençà el 1319. S'assumí, doncs, la gestió de l'hospital nou de la ciutat.